# Arne Klum
Arne Oskar Klum, född 21 juli 1925 i Ludvika församling i Kopparbergs län, död 23 november 2016 i Uppsala, var en svensk språkvetare och läromedelsförfattare.
Arne Klum var son till köpmannen Gunnar Klum och Allie Eriksson. Han blev filosofie magister 1950 och filosofie licentiat 1958. Klum blev amanuens vid Uppsala universitet 1955, var assistent 1957–1961 och blev lärare i franska och engelska vid Kvällsgymnasiet i Uppsala 1957. Han blev filosofie doktor och docent i romanska språk vid Uppsala universitet 1961. År 1969 blev han universitetslektor i franska där. Från slutet av 1980-talet upprätthöll han under en period den då nyinrättade professuren i franska vid Åbo akademi.
Han har utgivit doktorsavhandlingen Verbe et adverbe (1961) och en rad läromedel i franska. 1961 blev han vice ordförande i Docentföreningen.
Arne Klum var från 1951 till sitt frånfälle gift med banktjänstemannen Ingegärd Stefanson (född 1927), dotter till urmakarmästaren Stefan Anderson och Ragnhild Sandberg samt syster till Stig Stefanson och Birgit Ridderstedt. Makarna Klum fick barnen Ragnhild (född 1954), Hanna (född 1957), Gunnar (född 1962) och Mattias Klum (född 1968).